# Chevennes
Chevennes ist eine französische Gemeinde mit 128 Einwohnern (Stand 1. Januar 2022) im Département Aisne in der Region Hauts-de-France (vor 2016 Picardie). Sie gehört zum Arrondissement Vervins, zum Kanton Marle und zum Gemeindeverband Thiérache du Centre.

## Geographie
Die Gemeinde Chevennes liegt in der Landschaft Thiérache, elf Kilometer westlich von Vervins und 33 Kilometer östlich von Saint-Quentin.

### Nachbargemeinden
Umgeben ist Chevennes von den Nachbargemeinden Lemé im Norden, Marfontaine im Osten, La Neuville-Housset im Südosten, Housset im Südwesten sowie Sains-Richaumont im Westen.

## Bevölkerungsentwicklung
| Jahr                       | 1962 | 1968 | 1975 | 1982 | 1990 | 1999 | 2006 | 2012 | 2021 |
| -------------------------- | ---- | ---- | ---- | ---- | ---- | ---- | ---- | ---- | ---- |
| Einwohner                  | 194  | 157  | 132  | 146  | 136  | 155  | 144  | 140  | 121  |
| Quellen: Cassini und INSEE |      |      |      |      |      |      |      |      |      |

## Sehenswürdigkeiten

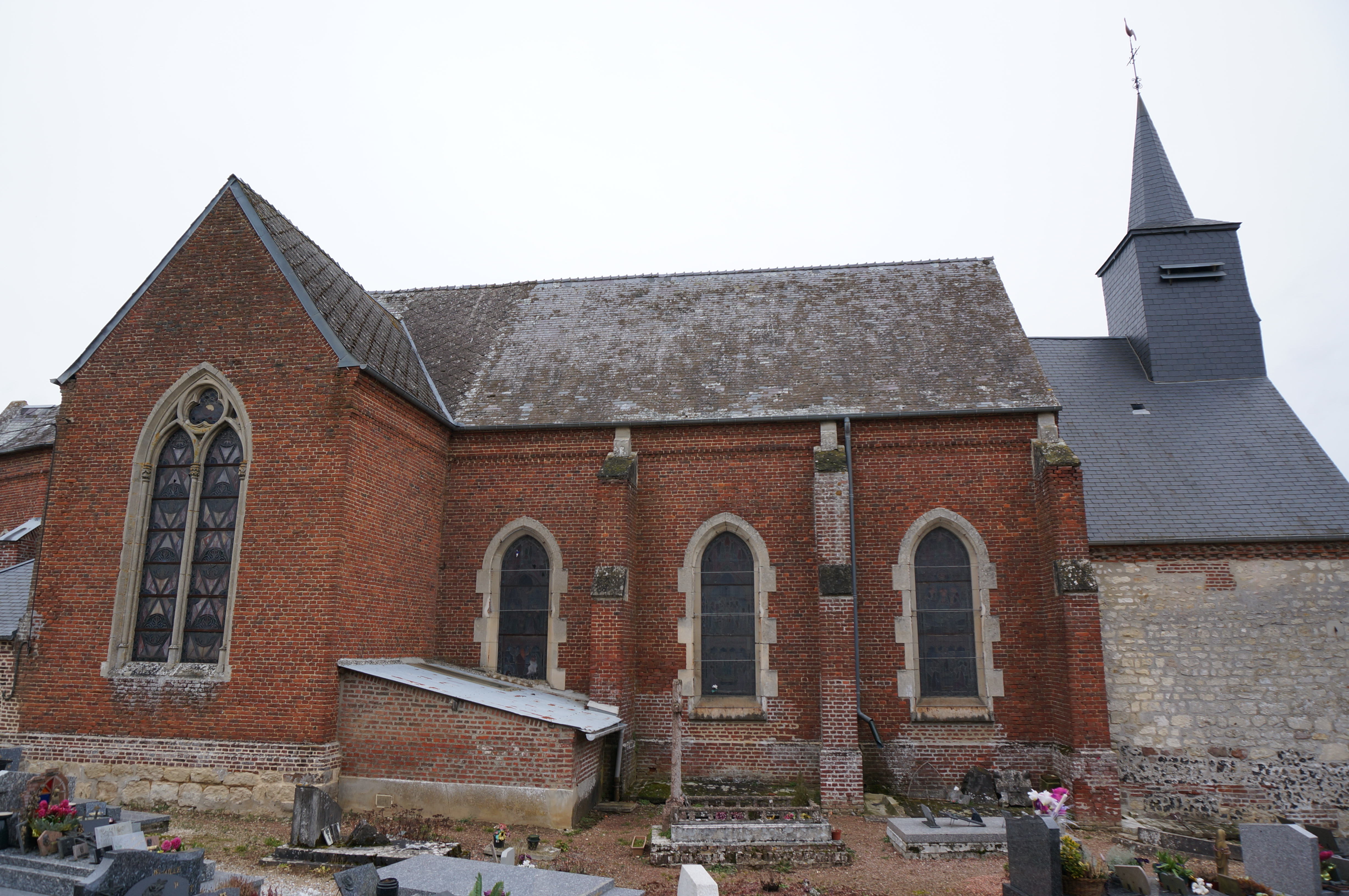
Kirche Saint-Martin
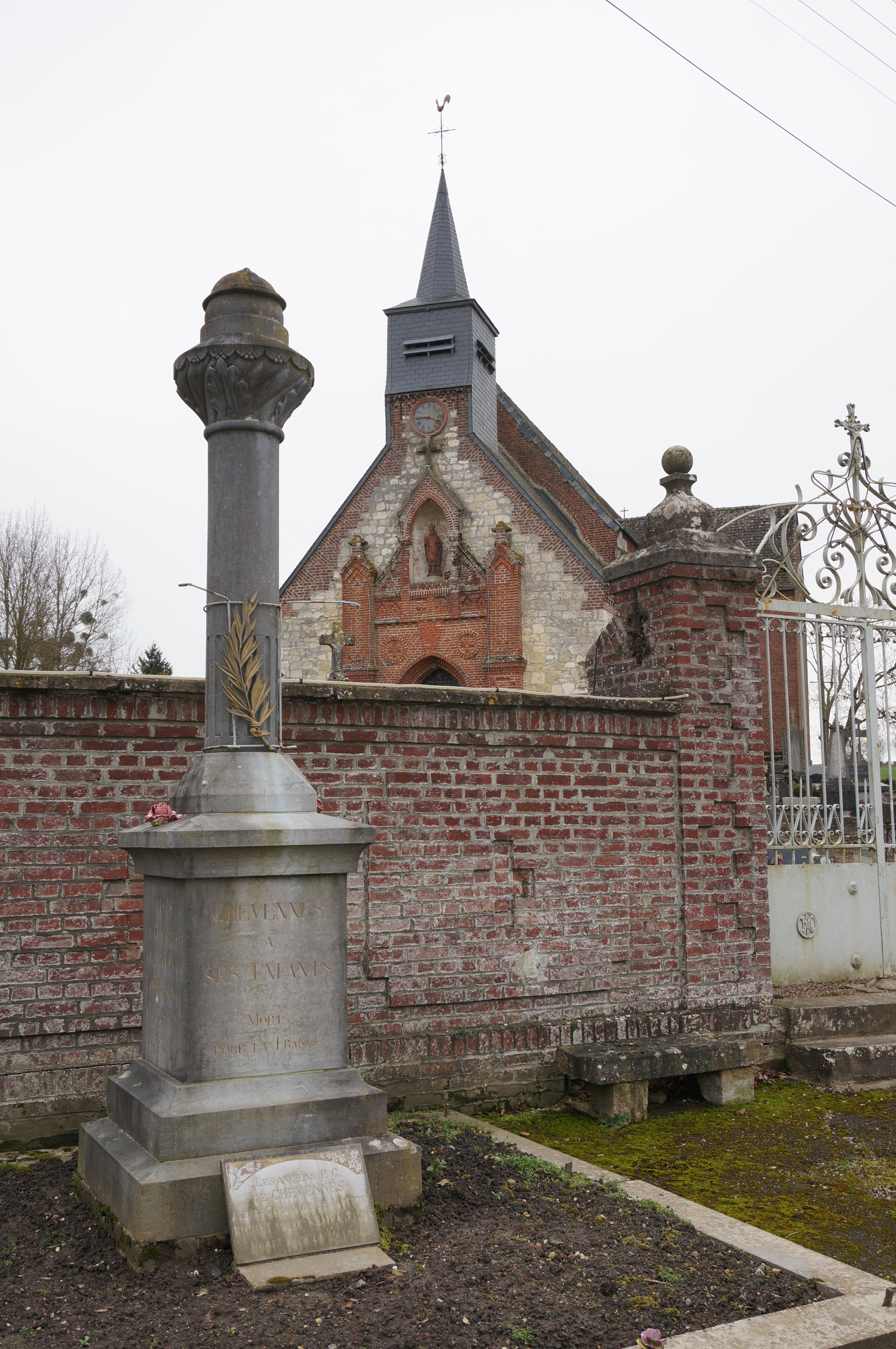
Gefallenendenkmal

- Kirche Saint-Martin
- Gefallenendenkmal